# Montrol (kulle i Antarktis)
Montrol är en kulle i Antarktis. Den ligger i Västantarktis. Argentina, Chile och Storbritannien gör anspråk på området.
Terrängen runt Montrol är varierad. Havet är nära Montrol norrut. Trakten är obefolkad. Det finns inga samhällen i närheten. 